# Mother of the Bride
Mother of the Bride är en amerikansk romantisk komedifilm från 2024. Filmen är regisserad av Mark Waters efter ett manus skrivet av Robin Bernheim. Filmen hade premiär på Netflix den 9 maj 2024.

## Handling
Filmen kretsar kring Lana som blir ställd av sin dotters bröllopsplaner, men det är inget mot chocken när hon inser att brudgummens far är ett gammalt ex.

## Rollista (i urval)
- Brooke Shields – Lana
- Miranda Cosgrove – Emma
- Benjamin Bratt – Will
- Chad Michael Murray – Lucas
- Rachael Harris – Janice
- Sean Teale – RJ
- Wilson Cruz – Scott
- Michael McDonald – Clay
- Tasneem Roc – Camala
- Dalip Sondhi – Harley